# Johannes Müller (théologien)
Pour les articles homonymes, voir Johannes Müller et Müller.
Johannes Müller (né le 19 avril 1864 à Riesa et mort le 4 janvier 1949 au château d'Elmau à Klais, Krün) est un théologien protestant allemand. Il est constructeur du château d'Elmau.

## Biographie

### Origine, études et premières années de travail
Müller est né à Riesa, une petite ville saxonne qui compte à l'époque environ 5 000 habitants. Ses parents se sont rencontrés dans une communauté piétiste. Son père et son grand-père sont maîtres d'école et sa mère vient d'une petite famille d'agriculteurs. À l'âge de 7 ans, Müller contracte la polio. Il reste allongé dans son lit, incapable de bouger et n'ayant pratiquement aucun contact avec son environnement. Son frère aîné devient prêtre comme son oncle et sa sœur aînée épouse un pasteur. Adolescent, il vit avec ses grands-parents à Dresde, où il fréquente le lycée royal. À partir de 1884, Müller étudie la théologie et la philosophie à Leipzig et Erlangen. Là – et plus tard à Munich – il devient membre de l'association étudiante Wingolf (de). En 1890, il reçoit son doctorat en philosophie mais pas son doctorat en théologie. À partir de 1889, il est secrétaire de mission de l'Association centrale évangélique luthérienne pour la mission en Israël, à laquelle il suggère de remplacer le prosélytisme habituel par une mission populaire qui ferait qu'Israël en tant qu'unité, et non des Juifs individuels, reconnaisse Jésus comme son Messie. Le modèle est Joseph Rabinowitz (de). Le comité de direction ayant un avis différent, Müller démissionne fin 1892.

### Travaux publics
Müller est une figure de la fin du siècle en raison de ses années de formation et d'études. À partir de 1897, il publie avec Heinrich Lhotzky (de) les feuilles pour le soin de la vie personnelle (à partir de 1911 : Feuilles vertes - magazine pour les questions de vie personnelle et générale) jusqu'à ce que l'impression doive être arrêtée en 1941 en raison d'un manque de papier. Ses nombreux essais étaient initialement consacrés à la mission juive, qui est aujourd'hui considérée par les côtés théologiquement libéraux comme anti judaïque et comme une cause contributive à l'Holocauste,.  Plus tard, il a promu un nouveau christianisme libre avec de vastes activités de conférences en tant qu'intellectuel religieux et a ainsi justifié son existence indépendante. Ses pensées, combinées dans un message de salut, ont trouvé un écho auprès des citoyens instruits et des « sans église et instruits ».  Il entretenait des contacts personnels étroits avec Heinrich Diesman (1863-1927), un théoricien du « völkisch ». Au tournant du siècle, les écrivains et les philosophes se sont intéressés à la nouvelle branche scientifique de l’eugénisme et à la définition des « phénomènes de dégénérescence ». Müller se plaignait d’un « danger national direct » provoqué par le déclin des mariages dans les milieux instruits. Les femmes se verraient refuser la possibilité d’exercer leur « véritable travail de femme ». L'immigration en provenance de Pologne, de Russie et de Bohême « désintègre ainsi notre nation ».  Ce qui reste inexplicable chez Müller et ses lecteurs est « une grande sensibilité aux distorsions de la modernité, une vitalité impressionnante, peut-être même un génie en religion, ainsi qu'un certain nombre de convictions libérales pourraient aller de pair avec une idéologie ethnique. De son point de vue, ni la politique ni le « système » de Weimar n’étaient légitimes. Mais avant 1933, sa critique sociale manquait de positionnement clair.

### De Mainberg à Elmau
En 1903, il fonde avec Heinrich Lhotzky la maison de retraite pour la vie personnelle du château de Mainberg. Ses auditeurs viennent de milieux très divers, parmi lesquels Hermann Bahlsen (de), Elsa von Michael, co-héritière de la Gutehoffnungshütte, le comte de Solms-Laubach, Walter Luetgebrune (de), avocat de la scène extrémiste de droite, le social-démocrate Anton Fendrich (de), la résistante Elisabeth von Thadden, Wilhelm Kempff, Arnold Bergsträsser (de), l'éditeur Oscar Beck (de), Wilhelm Langewiesche (de), Korfiz Holm (de) et Hans-Georg Gadamer. 
Le château est mis à sa disposition comme lieu de travail par l'industriel Alexander Erbslöh (de). En 1912, la durée moyenne du séjour est de 13,7 jours. Müller introduit des semaines de type séminaire à prix réduits pour les étudiants, qui sont élargies l'année suivante aux théologiens et aux enseignants. Certains sont restés jusqu’à deux mois. Comme Erbslöh refuse de s'agrandir et qu'Elsa von Michael, née Haniel, lui promet son soutien, Müller acquiert en 1912 la propriété abandonnée d'Elmau près de Garmisch. 
En 1916, le château d'Elmau est construit et inauguré grâce au soutien financier important d'Elsa von Michael. Il y dirige un « sanctuaire de vie personnelle » afin de pouvoir aider les « gens d'aujourd'hui » à vivre une vie qui (à son avis) correspondait à leur nature et était menée dans l'esprit de l'éthique de Jésus. L'enseignement et la vie à Elmau sont caractérisés par la « communauté croyante », la danse folklorique allemande, l'alimentation saine, les concerts de chambre et le dépassement des frontières de classe.  À partir d’août 1914, il glorifie la guerre comme une « crise de guérison ». Contrairement à Mainberg, Müller est plutôt en retrait à Elmau, qui attire également des invités uniquement intéressés par la musique et la nature. Les jeunes femmes travaillent comme aides ménagères sans salaire ; Elles retrouvent parfois leurs maris. Parmi les amis les plus proches de Johannes Müller à l'époque figurent, entre autres, l'héritier du trône de la maison de Bade et ami proche de Cosima Wagner, Max de Bade, qui espère que Müller guérirait ses crises d'angoisse, son isolement mental, et Adolf von Harnack. Parmi ses invités figurent le futur prédicateur de la cathédrale de Brême Maurus Gerner-Beuerle (de), Eivind Berggrav, le futur évêque luthérien d'Oslo, et Erich Ebermayer. En 1917, sur proposition d'Harnack, Müller reçoit un doctorat honorifique de la faculté de théologie de l'Université de Berlin. Après la Première Guerre mondiale, Müller développe une activité de conférences animée en Norvège, en Suède, en Hongrie, aux Pays-Bas et au Danemark, entre autres. En 1919, il quitte l'Association pangermaniste.

### À l'époque national-socialiste

Transformation de l'emblème des Deutschen Christen (chrétiens allemands, mouvement protestant raciste et antisémite) 1932 - 1935 - 1937

Son attitude, initialement distante envers Hitler, se transforme de manière radicale. Ricarda Huch écrit, pleine d'indignation, qu'il s'est non seulement « aligné », mais « (…) criait Hosanna à pleins poumons ».  En 1933, il s'engage avec insistance en faveur de la « renaissance du peuple allemand ». Il loue Hitler comme « l'organe récepteur du gouvernement de Dieu et émetteur des rayons éternels » et, dans son ouvrage de 1934 Le miracle allemand et l'Église, justifie les violentes mesures politiques ecclésiales des nationaux-socialistes et des chrétiens allemands (Deutschen Christen) y compris l'introduction du " paragraphe aryen " dans l'église. En conséquence, il est cité par les chrétiens allemands comme l'un de leurs penseurs et docteur. 
Son fils Hans-Michael (1901-1989) obtient son habilitation à Iéna (un centre de chrétiens allemands), est « adjudant » de  Ludwig Müller, l'évêque protestant du Reich et commissaire d'État de l'association de presse protestante à partir de 1933, avant d'accepter un poste de professeur, à Iéna puis à Königsberg.   
À l'automne 1933, Müller se rend en Scandinavie sur ordre officiel pour promouvoir l'État nazi. Ce voyage est organisé par l'état-major de l'évêque du Reich, le ministère de la Propagande et le ministère des Affaires étrangères.  Il n'y a qu'un seul voyage, qui déçoit Müller, mais son attitude reste enthousiaste quant à la guerre et à la victoire finale. L'annexion de l'Autriche accroît son enthousiasme. Comme en août 1914, Müller proclame le « pouvoir d'éveil des âmes de la guerre » et le Bureau de politique raciale du NSDAP exprime son intérêt pour ses écrits sur la sexualité (eugénisme).

### Attitude de Müller envers le judaïsme
Après des années de mission en Bessarabie, une partie de la région d'implantation, Müller et Lhotzky développent leur propre attitude à l'égard du judaïsme. Müller est d'avis que les exégèses antérieures, y compris celles des théologiens libéraux, sont « aveuglées par les Juifs » et que seule sa lecture est authentique. Il est considéré comme un représentant de la germanisation du christianisme. Dans son livre sur le Sermon sur la Montagne, publié en 1906, il estime que « la lymphe étrangère a dû gâcher le sang » d'un Allemand si la mentalité sémitique de la justice salariale, particulièrement évidente dans les paraboles de Jésus, n’est pas « complètement étranger et répugne au plus profond de son âme ». Cependant, il n'a pas suivi l'hypothèse de Chamberlain fondée sur ses fondements au XIXe siècle, selon laquelle Jésus ou les prophètes auraient pu être d'origine « aryenne ».  Selon Müller, les Juifs allemands devraient montrer leur amour pour l'Allemagne en endurant l'exclusion et la persécution sans se plaindre ou en émigré. C'est l'obéissance à la loi de Dieu qui leur est désormais exigée : « Il vaut mieux qu'une seule personne meure plutôt que tout le peuple périsse. »  Son argument était qu'on peut voir que l'œuvre de Dieu et non l'œuvre de Il se passe des hommes ici. Il y avait beaucoup de choses à propos d'Hitler qui m'irritaient. 

### Après la fin du national-socialisme
Après la fin de la guerre, Johannes Müller doit subir un procès en 1946 à l'initiative du commissaire d'État bavarois pour les personnes persécutées racialement, religieusement et politiquement, Philipp Auerbach. En raison de la « glorification d'Hitler dans ses paroles et ses écrits », selon l'accusation, Müller est reconnu coupable comme criminel de guerre. Il a ouvertement admis qu'il avait eu tort. Le château d'Elmau est confisqué par l'armée américaine en 1945. En 1947, l'État bavarois prend la relève par l'intermédiaire de son commissaire d'État et, sur proposition d'Henri Heitan, crée une maison de repos pour personnes déportées, qui existe jusqu'en 1951. Johannes Müller est décédé le 4 janvier 1949 à l'âge de 84 ans à Elmau. Ses descendants portent généralement le nom de Müller-Elmau. Ses héritiers ont intenté une action en justice et ont reçu la part de Müller dans Elmau en 1951. 

### Vie privée
En 1891, Johannes Müller contracte son premier mariage court et sans enfant avec Sophie von Römer, qui se termine par un divorce en 1896 lorsque sa femme rencontre un hôtelier, son futur mari. 
Müller se retire ensuite à Schliersee. En 1900, il épouse l'artiste Marianne Fiedler (1864-1904). Elle est décédée après avoir donné naissance à son troisième enfant. 
En 1905, Müller épousa son amie proche, la sculptrice Irene Sattler (1880-1957), fille du peintre Ernst Sattler (1840-1923), petit-fils du fabricant de papiers peints Wilhelm Sattler I (la famille Sattler était la précédente propriétaire du château de Mainberg).
Johannes Müller a eu onze enfants, dont Hans-Michael (1901-1989) (théologien), Marianne Manne (1904-2006),  Eberhard (1905-1995), Dietrich (1908 - 5 avril 1943), Gudrun Richardsen. (1910-2007),  Sieglinde Mesirca (1915-2009),  Bernhard (1916-2007),  Ingrid Brooke (1919-2010)  et Wolfgang (1923 – 21 octobre 1944). Bernhard et Sieglinde étaient ses principaux héritiers.

## Adhésions
- Wingolfsbund (de)
- Alldeutscher Verband

## Publications (sélection)
- (de) Das persönliche Christentum der paulinischen Gemeinden nach seiner Entstehung untersucht von Dr. J. M. [« Le christianisme personnel des communautés pauliniennes après son émergence est examiné par le Dr. JM »], 1898 (lire en ligne)
- (de) Der Beruf und die Stellung der Frau. Ein Buch für Männer und Frauen, Verheiratete und Ledige, alt und jung, Leipzig, Verlag der Grünen Blätter, 1902.
- (de) Die Bergpredigt - verdeutscht und vergegenwärtigt., Munich, CH Beck*sche Verlagsbuchhandlung, 1906.
- (de) Die Reden Jesu / verdeutscht und vergegenwärtigt von J. M. [« Les discours de Jésus / Germanisés et visualisés par J. M. »] Plusieurs volumes :
  - 1 (de) Von der Menschwerdung [« De l'Incarnation »], 1909
  - 2 (de) Von der Nachfolge [« De la Succession »], 1912
  - 3 (de) Vom Vater im Himmel [« De notre Père céleste »], 1918
  - 4 (de) Die Verwirklichung des Reiches Gottes [« La réalisation du Royaume de Dieu »], 1933
- (de) Jesus, wie ich ihn sehe. [« Jésus tel que je le vois »], 1930
3e édition sous le titre (de) Jesus, der Überwinder der Religionen [« Jésus, le conquérant des religions »], 1954